# José Nieto Velázquez
José Nieto Velázquez (m. 27 de julio de 1685) fue el chambelán de la reina de España y guardián de los tapices reales.

## Biografía
Nieto sirvió en Palacio desde 1631 hasta su fallecimiento en 1685. Ocupó diferentes cargos, llegando a ser jefe de la fábrica de tapices y aposentador de la reina Mariana de Austria, la persona responsable de la separación y selección de los aposentos para los miembros de la realeza, así como el pintor Diego Velázquez lo fue del rey Felipe IV.

## Las Meninas
En Las Meninas de Diego Velázquez, aparece situado en el fondo, constituyendo el punto de fuga del cuadro, con la rodilla doblada y los pies apoyados en diferentes escalones, detrás de una puerta abierta, como sujetando un cortinón tras el cual entra la luz exterior. Por su postura no se puede determinar si entra o sale de la sala, aunque puede suponerse que acaba de abrir la puerta que permitiría a los reyes Felipe IV y Mariana de Austria atravesar la sala en la que acaban de entrar. Existe la creencia de un posible parentesco entre él y el pintor.